# Järngänget
Järngänget är en svensk thriller från 2000 i regi av Jon Lindström med Emil Forselius, Rafael Edholm och Alexander Skarsgård i huvudrollerna. Filmen hade Sverigepremiär den 7 april 2000.

## Handling
Järngänget handlar om fyra killar (Simon, Anders, John och Lukas) som är ute och paddlar kanot. En bit in på resan träffar de de två systrarna Marie och Susanne. De bestämmer sig för att tälta tillsammans och festa lite. Efter en vild natt är den yngsta systern Susanne borta. Killarna går tillbaka till sin vardag medan Marie blir mer och mer nervös över vart hennes syster tagit vägen. Efter att en kanot som tillhörde systrarna hittats krossad på floden, en bit från campingplatsen kopplas polisen in.
Järngänget, som killarna kallar sig, börjar krackelera och vad hände egentligen den ödesdigra kvällen? Killarna blir allt mer nervösa och börjar ifrågasätta varandras historier. Åldersgräns: 15 år.

## Rollista
- Emil Forselius - Lukas
- Rafael Edholm - Simon
- Alexander Skarsgård - Anders
- Peter Lorentzon - John
- Yaba Holst - Marie
- Josephine Bornebusch - Susanne
- Per Oscarsson - Åke
- Marika Lagercrantz - Lindberg
- Agneta Ekmanner - Mamma
- Görel Crona - Stina
- Bill Skarsgård - Klasse
- Marie Ahl - Astrid
- Thomas Oredsson - Harald
- Göran Forsmark - Kommunalordföranden